# Kanton Turriers
Der Kanton Turriers war bis 2015 ein französischer Wahlkreis im Arrondissement Forcalquier, im Département Alpes-de-Haute-Provence und in der Region Provence-Alpes-Côte d’Azur. Er umfasste sieben Gemeinden, sein Hauptort (frz.: chef-lieu) war Turriers. Die landesweiten Änderungen in der Zusammensetzung der Kantone brachten im März 2015 seine Auflösung. Sein letzter Vertreter im conseil général des Départements war von 2001 bis 2015 Jean Philip.

## Gemeinden
| Gemeinde        | Einwohner (Stand: 2022) | Code postal | Code Insee |
| --------------- | ----------------------- | ----------- | ---------- |
| Bayons          | 202                     | 04250       | 04023      |
| Bellaffaire     | 158                     | 04250       | 04026      |
| Faucon-du-Caire | 62                      | 04250       | 04085      |
| Gigors          | 59                      | 04250       | 04093      |
| Piégut          | 208                     | 05130       | 04150      |
| Turriers        | 345                     | 04250       | 04222      |
| Venterol        | 226                     | 05130       | 04234      |